# 버턴노랑어깨박쥐
버턴노랑어깨박쥐(Sturnira burtonlimi)는 주걱박쥐과(신세계잎코박쥐과)에 속하는 박쥐의 일종이다. 중앙아메리카에서 발견된다.

## 특징
중간 크기의 박쥐로 전체 몸길이는 70~72mm이고, 전완장은 44mm이다. 발 길이는 14mm, 귀 길이는 15mm, 몸무게는 최대 19g이다.

## 생태
먹이는 과일이다.

## 분포 및 서식지
코스타리카와 파나마의 두 군데 지역에서만 알려져 있다. 해발 1290~1500m의 산악 숲에서 서식한다.